# العلاقات الإيطالية المنغولية
العلاقات الإيطالية المنغولية هي العلاقات الثنائية التي تجمع بين إيطاليا ومنغوليا.

## مقارنة بين البلدين
هذه مقارنة عامة ومرجعية للدولتين:
| وجه المقارنة                                              | إيطاليا                                                  | منغوليا         |
| --------------------------------------------------------- | -------------------------------------------------------- | --------------- |
| المساحة (كم2)                                             | 301.34 ألف                                               | 1.57 مليون      |
| عدد السكان (نسمة)                                         | 60.60 مليون                                              | 3.08 مليون      |
| الكثافة السكانية (ن./كم²)                                 | 201.1                                                    | 1.96            |
| العاصمة                                                   | روما، فلورنسا، تورينو                                    | أولان باتور     |
| اللغة الرسمية                                             | اللغة الإيطالية                                          | اللغة المنغولية |
| العملة                                                    | يورو، ليرة إيطالية                                       | توغروغ منغولي   |
| الناتج المحلي الإجمالي (بليون دولار)                      | 1.93 تريليون                                             | 11.49 مليار     |
| الناتج المحلي الإجمالي (تعادل القوة الشرائية) بليون دولار | 2.26 تريليون                                             | 36.16 مليار     |
| الناتج المحلي الإجمالي الاسمي للفرد دولار أمريكي          | 29.96 ألف                                                | 3.97 ألف        |
| الناتج المحلي الإجمالي للفرد دولار أمريكي                 | 35.46 ألف                                                | 11.95 ألف       |
| مؤشر التنمية البشرية                                      | 0.873                                                    | 0.727           |
| رمز المكالمات الدولي                                      | +39                                                      | +976            |
| رمز الإنترنت                                              | .it                                                      | .mn             |
| المنطقة الزمنية                                           | توقيت وسط أوروبا، ت ع م+01:00، ت ع م+02:00، أوروبا/روما ‏ | ت ع م+08:00     |

## منظمات دولية مشتركة
يشترك البلدان في عضوية مجموعة من المنظمات الدولية، منها:
| علم المنظمة | اسم المنظمة                               | تاريخ انضمام إيطاليا | تاريخ انضمام منغوليا |
| ----------- | ----------------------------------------- | -------------------- | -------------------- |
|             | يونسكو                                    | ?                    | 1 نوفمبر 1962        |
|             | الفريق المعني برصد الأرض                  | ?                    | ?                    |
|             | مؤسسة التمويل الدولية                     | 27 ديسمبر 1956       | 14 فبراير 1991       |
|             | المركز الدولي لتسوية المنازعات الاستشارية | 28 أبريل 1971        | 14 يوليو 1991        |
|             | بنك التنمية الآسيوي                       | 1966                 | 1991                 |
|             | منظمة حظر الأسلحة الكيميائية              | ?                    | ?                    |
|             | مؤسسة التنمية الدولية                     | 24 سبتمبر 1960       | 14 فبراير 1991       |
|             | منظمة التجارة العالمية                    | 1995                 | ?                    |
|             | منظمة الأمن والتعاون في أوروبا            | 25 يونيو 1973        | 21 نوفمبر 2012       |
|             | وكالة ضمان الاستثمار متعدد الأطراف        | 29 أبريل 1988        | 21 يناير 1999        |
|             | الاتحاد البريدي العالمي                   | ?                    | ?                    |
|             | الاتحاد الدولي للاتصالات                  | 1866                 | 27 أغسطس 1964        |
|             | منظمة الشرطة الجنائية الدولية             | ?                    | ?                    |
|             | الأمم المتحدة                             | 14 ديسمبر 1955       | 27 أكتوبر 1961       |
|             | البنك الدولي للإنشاء والتعمير             | 27 مارس 1947         | 14 فبراير 1991       |

## وصلات خارجية
- موقع وزارة الخارجية الإيطالية
- موقع وزارة الخارجية المنغولية